# Unterwasser SG
| SG ist das Kürzel für den Kanton St. Gallen in der Schweiz. Es wird verwendet, um Verwechslungen mit anderen Einträgen des Namens Unterwasser zu vermeiden. |

Unterwasser ist eine Ortschaft in der Gemeinde Wildhaus-Alt St. Johann im Kanton St. Gallen in der Schweiz. Bis 2009 gehörte Unterwasser zur Gemeinde Alt St. Johann.
Der Ort ist bekannt für Berg- und Wintersport. 1934 wurde die Standseilbahn zum Iltios als erste Bergbahn im Toggenburg gebaut. Heute ist die Bahn Teil des Skigebiets Unterwasser/Alt St. Johann.

## Geographie
Das zweithöchstgelegene Dorf im Toggenburg liegt in der Talebene von Alt St. Johann am Zusammenfluss der Säntis- und der Wildhuserthur eingebettet zwischen dem Alpstein und den sieben Churfirsten auf einer Höhe von 910 m ü. M.

## Geschichte

Luftbild von Werner Friedli, 1964

Im Mittelalter lag Unterwasser im Herrschaftsgebiet der Grafen von Montfort. Im 13. Jahrhundert gingen Besitzungen durch Schenkung der Edlen von Ganterschwil an die Benediktinerabtei St. Johann. Im 15. Jahrhundert wurde der Ort als Under dem Wasser urkundlich erwähnt. 1555 wurde Unterwasser der Abtei St. Gallen inkorporiert. Durch die Aufhebung der Schule Schwendi und die Vereinigung mit der Schule Nesselhalden entstand 1835 der Schulkreis Unterwasser.
In bescheidenem Rahmen betrieb man in Unterwasser Seidenweberei, ab 1840 Plattstichweberei und ab 1874 die Maschinenstickerei. Nach 1860 entwickelte sich Unterwasser zum Molken- und Luftkurort, nach dem Bau der Standseilbahn Unterwasser–Iltios 1934 auch zum Winterkurort.

## Bevölkerung
| Jahr      | 1827 | 1990 | 2010 |
| Einwohner | 81   | 751  | 685  |

## Wirtschaft und Verkehr

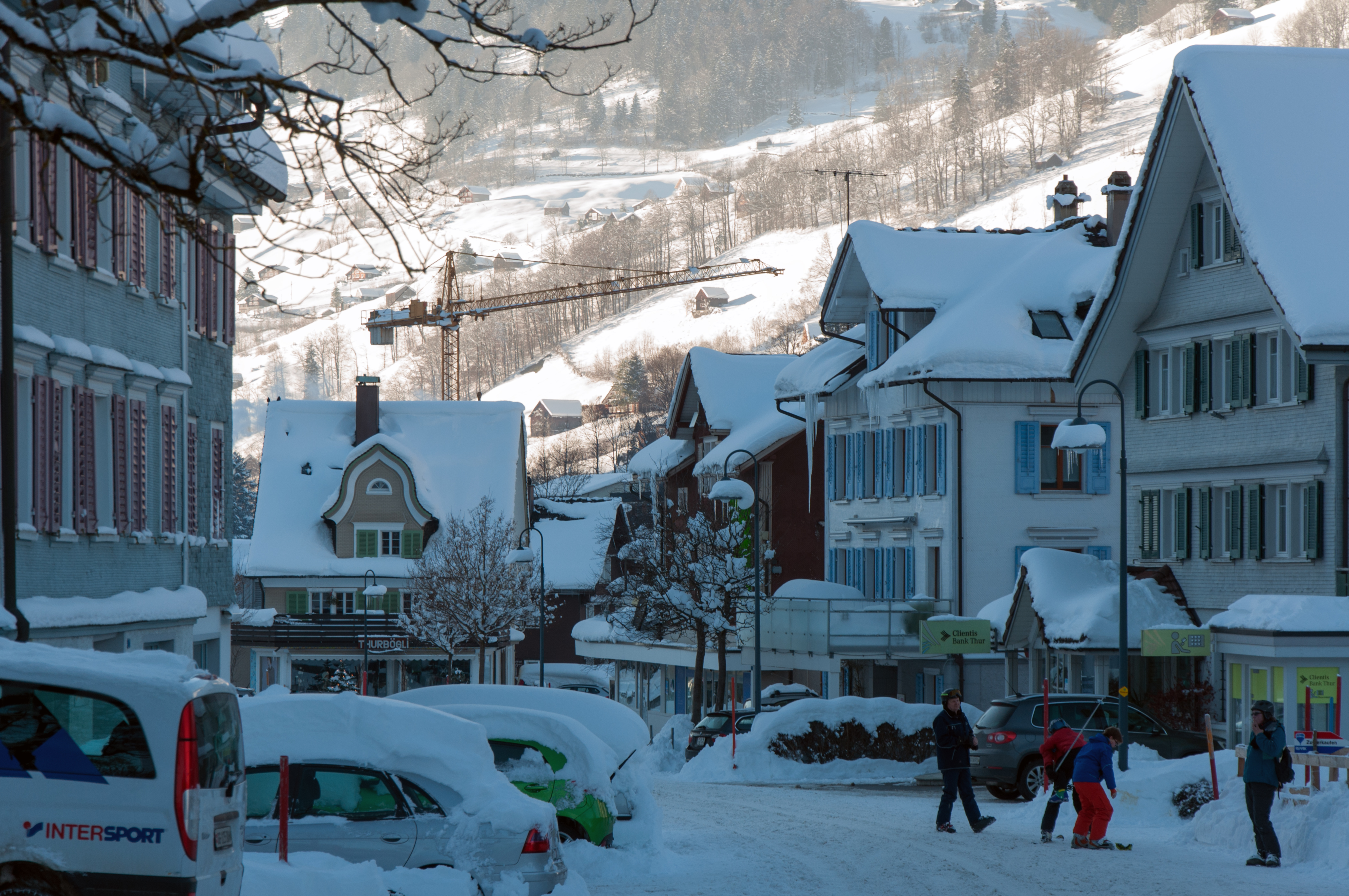
Dorfzentrum im Winter 2015

Die wichtigsten Erwerbszweige sind der Tourismus, die Landwirtschaft, das Gast- und das Kleingewerbe. Unterwasser wird halbstündlich von der Postautolinie zwischen Nesslau-Neu St. Johann und Buchs SG bedient.
Die Drahtseilbahn Unterwasser–Iltios, genannt Iltiosbahn, bringt die Passagiere auf den Iltios (1350 m ü. M.). Von dort führt eine Luftseilbahn auf den Chäserrugg (2262 m ü. M.), den ersten der sieben Churfirsten. Die Bahnen betreiben mit jenen von Wildhaus SG und Alt St. Johann das Skigebiet Obertoggenburg, das seit 2019 in die Gebiete Unterwasser/Alt St. Johann und Wildhaus getrennt ist.

## Sehenswürdigkeiten
- Thurfälle, zweistufige Kaskade der Säntisthur im Chämmerlitobel
- Gräppelensee nördlich oberhalb von Unterwasser

## Persönlichkeiten
- Simon Ammann (* 1981), Skispringer
- Josua Mettler (* 1998), Skirennfahrer